# Les Carnets de Fantômette
Les Carnets de Fantômette est le 32e ouvrage de la série humoristique Fantômette créée par Georges Chaulet.
Il ne s'agit pas à proprement parler d'un roman mais d'un recueil de nouvelles, publié en septembre 1976 dans la Bibliothèque rose des éditions Hachette, comportant 150 pages. Il est formé de « quatre carnets rédigés par Fantômette » formant autant de récits distincts ; il s'ouvre par un prologue de trois pages.

## Notoriété
De 1961 à 2000, les ventes cumulées des titres de Fantômette s'élèvent à 17 millions d'exemplaires, traductions comprises.
Le roman Les Carnets de Fantômette a donc pu être vendu à environ 200000 exemplaires.
Comme les autres romans, il a été traduit en italien, espagnol, portugais, en flamand, en danois, en finnois, en turc, en chinois et en japonais.

## Personnages principaux
- Françoise Dupont / Fantômette : héroïne du roman
- Ficelle : amie de Françoise et de Boulotte
- Boulotte : amie de Françoise et de Ficelle

## Résumé
Remarque : le résumé est basé sur l'édition cartonnée non abrégée parue en 1976 en langue française.
- L'effroyable invention du docteur Jonquille (p. 11 à 46)

Le docteur Jonquille, qui habite à Blafard en Marne-et-Loire, demande de l'aide à Fantômette. Alors qu'il a récemment inventé un produit chimique qui permet de revitaliser les végétaux de manière extraordinaire et qu'il a appelé Floridor, un homme qui se désigne comme étant « Monsieur Hideux » vient perturber ses expérimentations. Au début, ce n'étaient que des ennuis légers (espionnage de loin ; pénétrations nocturnes dans le laboratoire), mais désormais il menace le docteur Jonquille : il a inventé un produit chimique qui est l'exact opposé du Floridor. 
L'usage de ce produit met en péril tous les végétaux qui seraient atteints par ce produit chimique. Fantômette se met à enquêter et découvre qui est « Monsieur Hideux » en le prenant en flagrant délit.
- Le cochon du père Antoine (p. 47 à 74)

Le père Antoine est l'attraction du village et des communes alentour grâce à son cochon qui, déclare-t-il, a la capacité de détecter, non pas des truffes, mais des filons d'or. Il se livre à une exhibition : le cochon fouille le sol et trouve des paillettes d'or à l'état natif. Fantômette est très étonnée de ce talent extraordinaire, puisque l'or n'a aucune odeur ! 
Après enquête, elle découvre la vérité : le père Antoine, aidé d'un jeune escroc nommé Merguèze, a mélangé de la truffe à des paillettes d'or, faisant ainsi croire aux talents de son cochon. Elle révèle la vérité au public au moment où les compères s'apprêtent à vendre à un prix exorbitant le fameux cochon.
- L'inconnu de Five O’Clock Tea (p. 75 à 108)

Fantômette est chargée par Sir Douglas Depyke (« As de pique ») de découvrir quelle est la personne qui a volé divers objets de faible valeur dans la maisonnée, non pas tant que ces vols soient attentatoires à la fortune du gentleman, mais en raison du stress engendré par ces cambriolages à répétition. 
Fantômette mène sa petite enquête et découvre l'identité du coupable, qui est l'un des membres de la maisonnée et qui avait donc toute latitude pour procéder aux vols.
- L'étrange croisière du « Niguedouille » (p. 109 à 150)

Alors qu'elles se trouvent dans un pays d'Afrique de l'ouest, Françoise, Ficelle et Boulotte prennent un navire qui doit les ramener en France. Deux autres passagers embarquent sur le navire, Maca et Roni, qui demandent au capitaine de les arrêter en un point précis du rivage, une cinquantaine de kilomètres plus loin. Le capitaine ayant accepté, les deux hommes débarquent, et reviennent quelques heures après avec une caisse qui selon eux contient un serpent python. 
Plus tard, Françoise, déguisée en Fantômette, explore le contenu de la caisse : elle contient un savant, Alcide Nitric, qui vient d'inventer un gaz soporifique dont le principe actif est tiré d'une fleur africaine. Mais très vite Fantômette est faite prisonnière par les deux bandits et menottée à fond de cale. Les deux bandits prennent le contrôle du navire, le minent et le quittent avec le savant. Le navire explose, mais Fantômette parvient à s'en échapper. Elle se dirige vers une base militaire située à proximité, où le savant et le capitaine du navire sont retenus prisonniers. Fantômette libère les deux prisonniers puis récupère Ficelle et Boulotte. Tous retournent en France.

## Autour du roman
Dans Les microsociétés de la littérature pour la jeunesse - L'exemple de Fantômette, éd. L’Harmattan, collection « Logiques sociales », 2000  (ISBN 2-7384-9829-9),  Pierre Bannier indique notamment en page 149 :
« Un recueil de quatre nouvelles dont les trois premières sont particulièrement holmésiennes, de même que le prologue de l'ouvrage, où l'on découvre Œil de Lynx et Fantômette devant un bon feu de cheminée tandis que les éléments extérieurs se déchaînent. »